# Heraklion nemzetközi repülőtér
A Heraklion nemzetközi repülőtér (IATA: HER, ICAO: LGIR) Görögország egyik nemzetközi repülőtere, amely Kréta szigetén, Iráklio közelében található. Éves utasforgalma 8 087 146 fő (2022).

## Futópályák
A repülőtér futópályái:
- 09/27 (2682 m, 45 m, aszfalt)
- 12/30 (1566 m, 45 m, aszfalt)

## Forgalom
Az utasforgalom az elmúlt években az alábbi módon változott:
| Utasok száma | 3 994 441 | 3 872 449 | 5 150 637 | 4 833 507 | 5 345 652 | 4 907 337 | 5 778 764 | 6 742 746 | 7 843 587 | 8 087 146 |
|              | 1994      | 1997      | 2000      | 2003      | 2006      | 2010      | 2013      | 2016      | 2019      | 2022      |

## Légitársaságok és úticélok
2025-ben a Heraklion nemzetközi repülőtérről az alábbi járatok indulnak (Utoljára frissítve: 2025-02-9):
| Légitársaság                    | Célállomások |
| ------------------------------- | --- |
| Aegean Airlines                 | Athén, Thessaloniki Szezonális: Alexandroupoli, Bordeaux, Korfu (kezdődik 2025 június 2-től), Deauville, Frankfurt, Isztambul (kezdődik 2025 június 2-től), Kalamata, Kosz (kezdődik 2025 június 2-től), Lille, Lyon, Marseille, Metz/Nancy (kezdődik 2025 június 2-től), München, Nantes, Naxos (kezdődik 2025 június 1-től), Párizs-Charles de Gaulle repülőtér, Rodosz (kezdődik 2025 március 30-tól), Tel-Aviv, Tirana, Toulouse, Zürich Szezonális charter: Brassó, Bréma, Budapest, Craiova, Erfurt/Weimar, Friedrichshafen, Iași, Lisszabon, Memmingen, Münster/Osnabrück, Nagyvárad, Priština, Temesvár, Jereván |
| Aer Lingus                      | Szezonális: Dublin |
| Air Astana                      | Szezonális: Almati, Asztana |
| Air France                      | Szezonális: Marseille, Nizza, Párizs-Charles de Gaulle repülőtér |
| Air Serbia                      | Szezonális: Belgrád |
| airBaltic                       | Szezonális: Riga, Tallinn, Vilnius |
| Animawings                      | Szezonális: Brassó (kezdődik 2025 június 3-tól), Bukarest–Otopeni, Kolozsvár (kezdődik 2025 június 14-től), Nagyvárad (kezdődik 2025 június 3-tól) |
| Arkia                           | Szezonális: Tel-Aviv |
| Austrian Airlines               | Szezonális: Bécs |
| Avion Express                   | Szezonális charter: Vilnius |
| Bees Airlines                   | Szezonális: Bukarest-Otopeni |
| Bluebird Airways                | Athén Szezonális: Tel-Aviv |
| Braathens International Airways | Szezonális charter: Göteborg, Stockholm-Arlanda |
| British Airways                 | Szezonális: London–Gatwick, London–Heathrow |
| Brüsszel Airlines               | Szezonális: Brüsszel |
| Bulgaria Air                    | Szezonális: Szófia |
| Buzz                            | Szezonális charter: Katowice, Wrocław |
| Chair Airlines                  | Szezonális: Zürich |
| Condor                          | Szezonális: Düsseldorf, Frankfurt, Hamburg, Lipcse/Halle, München, Nürnberg, Stuttgart, Zürich |
| Corendon Airlines               | Szezonális: Basel/Mulhouse, Berlin, Köln/Bonn, Düsseldorf, Erfurt/Weimar, Graz, Hannover, Linz, Ljubljana, London–Gatwick, Manchester, München, Nürnberg, Stuttgart, Bécs, Varsó–Chopin |
| Corendon Airlines Europe        | Szezonális: Tel-Aviv |
| Corendon Dutch Airlines         | Szezonális: Amszterdam, Brüsszel, Groningen, Maastricht/Aachen |
| Cyprus Airways                  | Lárnaka |
| Discover Airlines               | Frankfurt Szezonális: München |
| easyJet                         | Szezonális: Basel/Mulhouse, Berlin, Birmingham, Bordeaux, Bristol, Edinburgh, Genf, Liverpool, London–Gatwick, London–Luton, Lyon, Manchester, Milánó–Malpensa, Nantes, Nápoly, Párizs-Charles de Gaulle repülőtér |
| Edelweiss Air                   | Szezonális: Zürich |
| Enter Air                       | Szezonális charter: Varsó–Chopin |
| European Air Charter            | Szezonális charter: Graz, Linz, Várna |
| Eurowings                       | Szezonális: Berlin, Köln/Bonn, Dortmund, Düsseldorf, Graz (kezdődik 2025 május 26-tól), Hamburg, Nürnberg, Prága, Salzburg, Stuttgart Szezonális charter: Innsbruck |
| Finnair                         | Szezonális: Helsinki |
| FlyOne                          | Szezonális: Chișinău |
| FLYYO                           | Szezonális charter: Tel-Aviv |
| GetJet Airlines                 | Szezonális charter: Vilnius |
| Helvetic Airways                | Szezonális: Bern, Zürich |
| HiSky                           | Szezonális charter: Bukarest–Otopeni, Nagyvárad, Temesvár |
| Iberia Express                  | Szezonális: Madrid |
| Iberojet                        | Szezonális charter: Lisszabon |
| Israir                          | Szezonális: Tel-Aviv |
| ITA Airways                     | Szezonális: Milánó–Linate, Róma–Fiumicino |
| Jet2.com                        | Szezonális: Belfast–International, Birmingham, Bournemouth (kezdődik 2025 május 6-tól), Bristol, East Midlands, Edinburgh, Glasgow, Leeds/Bradford, Liverpool, London–Luton (kezdődik 2025 április 2-től), London–Stansted, Manchester, Newcastle upon Tyne |
| Leav Aviation                   | Szezonális: Köln/Bonn |
| Lufthansa                       | Szezonális: Frankfurt, München |
| Luxair                          | Szezonális: Luxembourg |
| Marabu                          | Szezonális: Hamburg, Lipcse/Halle, München |
| Neos                            | Szezonális: Bergamo, Bologna, Catania, Milánó–Malpensa, Róma–Fiumicino, Verona |
| Nordica                         | Szezonális charter: Tallinn |
| Norwegian                       | Szezonális: Koppenhága, Oslo |
| Olympic Air                     | Szezonális: Rodosz |
| Ryanair                         | Thessaloniki Szezonális: Bergamo, Berlin, Bologna, Catania, Charleroi, Milánó–Malpensa, Bécs |
| Saudia                          | Szezonális: Jeddah (kezdődik 2025 június 20-tól) |
| Scandinavian Airlines           | Szezonális: Koppenhága, Oslo Szezonális charter: Göteborg |
| Sky Express                     | Athén, Kosz, Rodosz, Thessaloniki Szezonális: Brüsszel, Kárpáthosz, Lárnaka Lille, Lyon, Marseille, Nantes, Párizs-Charles de Gaulle repülőtér, Volos, Zákinthosz Szezonális charter: Amszterdam, Bákó, Belgrád, Bratislava, Bukarest–Otopeni, Kolozsvár, Iași, Lisszabon, Kassa, Nagyvárad, Pardubice (kezdődik 2025 június 4-től), Sibiu, Suceava, Marosvásárhely, Timisoara, Weeze |
| SkyUp                           | Szezonális: Chișinău (kezdődik 2025 április 19-től) |
| SmartLynx Airlines              | Szezonális charter: Münster/Osnabrück, Tallinn |
| Smartwings                      | Szezonális: Bratislava, Brno, Kassa, Ostrava, Prága Szezonális charter: České Budějovice, Gdańsk, Karlovy Vary, Pardubice, Poznań, Varsó–Chopin |
| Sunclass Airlines               | Szezonális charter: Billund, Koppenhága, Göteborg, Malmö, Oslo, Stockholm–Arlanda |
| Sundair                         | Szezonális: Berlin, Bréma, Dresden |
| Sundor                          | Szezonális: Tel-Aviv (újrakezdődik 2025. március 30.) |
| Swiss International Air Lines   | Szezonális: Genf |
| Trade Air                       | Szezonális charter: Ljubljana |
| Transavia                       | Amszterdam Szezonális: Brüsszel, Eindhoven, Lyon, Marseille, Montpellier, Nantes, Párizs–Orly, Rotterdam/The Hague |
| TUI Airways                     | Szezonális: Birmingham, Bournemouth, Bristol, Cardiff, Dublin, East Midlands, Exeter, London–Gatwick, London–Stansted, Manchester, Newcastle upon Tyne, Norwich |
| TUI fly Belgium                 | Szezonális: Antwerpen, Brüsszel, Liège, Ostend/Bruges |
| TUI fly Deutschland             | Szezonális: Düsseldorf, Frankfurt, Hannover, München, Stuttgart |
| TUI fly Netherlands             | Szezonális: Amszterdam, Eindhoven, Rotterdam/The Hague |
| Tus Airways                     | Lárnaka Szezonális: Tel-Aviv |
| Volotea                         | Athén (vége 2025 március 30-tól) Szezonális: Bari, Bordeaux, Brest (kezdődik 2025 április 27-től), Lille, Lyon, Marseille, Nantes, Nápoly, Palermo (újrakezdődik 2025 július 8-tól), Strasbourg (kezdődik 2025 július 7-től), Toulouse, Verona |
| Vueling                         | Szezonális: Barcelona, Róma–Fiumicino |
| Wizz Air                        | Szezonális: Belgrád, Bukarest–Otopeni, Budapest, Gdańsk, Krakkó, Milánó–Malpensa, Róma–Fiumicino, Szófia, Varsó–Chopin |